# کچلیار
کچلیار (به لاتین: Kechallyar) یک منطقه مسکونی در جمهوری آذربایجان است که در شهرستان خیزی واقع شده است.